# José Antonio García Matute
José Antonio García Matute n. (Rincón de Soto, La Rioja, 17 de septiembre de 1983) más conocido como Parri, es un exfutbolista y actual entrenador de fútbol español, que actualmente entrena al Unión Deportiva Logroñés "B" de la Segunda División RFEF.

## Trayectoria como jugador
Parri fue un delantero formado en la cantera del Athletic Club hasta el Juvenil "A" y más tarde se formó parte de clubs como el Baskonia, Recreación de La Rioja, SD Lemona, Sociedad Deportiva Gernika Club y Club Atlético River Ebro.

## Trayectoria como entrenador
En 2010, comenzó su carrera en los banquillos trabajando en las categorías inferiores del Club Atlético River Ebro al que llegó a dirigir en categoría juvenil durante varias temporadas. 
En 2018 se hace cargo del primer equipo del Club Atlético River Ebro que compite en el Grupo 16 de la Tercera División de España y al que dirige durante dos temporadas y media, poniendo fin a su etapa de diez años en el conjunto logroñés en mayo de 2020.
En la temporada 2021-22, firma como director de metodología de la Unión Deportiva Logroñés.
El 3 de abril de 2022, se hace cargo como de la Unión Deportiva Logroñés "B" de la Segunda División RFEF, tras el ascenso de Albert Aguilá al frente del primer equipo.

## Clubes

### Como entrenador
| Club                                               | País   | Año             |
| -------------------------------------------------- | ------ | --------------- |
| Club Atlético River Ebro                           | España | 2018-2020       |
| Unión Deportiva Logroñés (Director de metodología) | España | 2021-2022       |
| Unión Deportiva Logroñés "B"                       | España | 2022-Actualidad |